# Поляков, Глеб Владимирович
Глеб Влади́мирович Поляко́в (4 января 1931, Красноярск — 4 марта 2021) — советский и российский геолог, член-корреспондент АН СССР (1981).

## Биография
Родился 4 января 1931 года в Красноярске в семье профессора, заведующего кафедрой лесной ботаники Лесотехнического института Владимира Яковлевича Полякова.
Окончил геологоразведочный факультет Томского политехнического института (1953) и аспирантуру на кафедре петрографии, в 1958 году защитил кандидатскую диссертацию на тему «Девонский магматический комплекс района Ирбинского месторождения», работал там же ассистентом и доцентом (1953—1960).
С 1960 года — младший и старший научный сотрудник (1960—1976), заведующий лабораторией (1976—2000), заместитель директора по науке (1978—1990) Института геологии и геофизики СО АН СССР. В 1990—2000 гг. заместитель директора по науке Института геологии ОИГГМ СО РАН в Новосибирске. В последнее время — советник РАН, главный научный сотрудник Института геологии и минералогии СО РАН.
Докторская диссертация:
- Палеозойский магматизм и железооруденение юга Средней Сибири: в 2-х томах: диссертация … доктора геолого-минералогических наук : 04.00.00. — Новосибирск, 1969. — 690 с. : ил

Член-корреспондент АН СССР (РАН) c 29.12.1981 — Отделение геологии, геофизики и геохимии (минералогия, петрография).
Похоронен на Южном кладбище Новосибирска (квартал У).

## Научная деятельность
Занимался исследованием магматизма. Для поиска месторождения руд железа, ванадия, никеля и других благородных металлов.
Сочинения:
- Палеозойский магматизм и железооруденение юга Средней Сибири [Текст] / Г. В. Поляков. — Москва : Наука, 1971. — 309 с. : ил.; 26 см. — (Труды Института геологии и геофизики/ АН СССР. Сиб. отд-ние; Вып. 117).
- Систематика магматических формаций : На материале складчатых обл. юга Сибири и Монголии / [Отв. ред. Г. В. Поляков, В. А. Кутолин]. — Новосибирск : Наука : Сиб. отд-ние, 1987. — 237,[2] с. : ил.; 24 см. — (Тр. Ин-та геологии и геофизики / АН СССР, Сиб. отд-ние; Вып. 677).

## Общественная деятельность
Являлся заместителем главного редактора журнала «Геология и геофизика».

## Награды
Награждён Государственной премией, орденами и медалями СССР, России и Вьетнама.
- Государственная премия СССР (1983)[4].
- Орден «Знак Почёта» (1981)[4].
- Орден Дружбы (1996, Вьетнам)[4].
- Медаль ордена «За заслуги перед Отечеством» II степени (1999)[5].

## Увлечения
В студенческие годы увлекался спортивной гимнастикой. Заядлый столбист, охотник, рыбак, фотограф.